# Willie B. Lamousé-Smith
Willie B. Lamousé-Smith (bis 1966 Willie Smith, * 1935 in Cape Coast, Ghana) ist ein ghanaisch-US-amerikanischer Soziologe.
Er studierte zuerst an der Universität von Ghana in Accra Soziologie und legte dort 1962 die Prüfung zum B. Sc. (London) ab. 1962–63 war er in Accra Forschungsassistent von Norbert Elias. Er wurde dann als wissenschaftlicher Assistent von Karl Heinz Pfeffer an die Sozialforschungsstelle an der Universität Münster in die Abteilung „Soziologie der Entwicklungsländer“ geholt und 1966 an der Universität Münster mit der Dissertation Industrie- und betriebssoziologische Kategorien in der afrikanischen Soziologie zum Dr. phil. promoviert. Er heiratete im gleichen Jahr die deutsche Soziologin Annette Lamousé (deren Nachnamen er mit annahm) und folgte Dieter Claessens für einige Jahre als Assistent an die Freie Universität Berlin.
Nach Positionen an der Makerere-Universität in Kampala/Uganda und an der Syracuse University in den USA wurde er 1975 als tenured professor an die University of Maryland, Baltimore County (UMBC) berufen, wo er 2008 emeritiert wurde.
Seine Arbeitsgebiete waren zunächst die Industriesoziologie, dann ein breites Spektrum von African Studies, vor allem im Bereich der Politiksoziologie, der Bevölkerungswissenschaft und des Gesundheitswesens. Ferner gehört er nach wie vor 2009 den Aufsichtsräten des Maryland Museum of African Art und der Maryland African American Museum Corporation an.